# Akebia chingshuiensis
Akebia chingshuiensis là một loài thực vật có hoa trong họ Lardizabalaceae. Loài này được T.Shimizu mô tả khoa học đầu tiên năm 1961.